# Limbobotys limbolalis
Limbobotys limbolalis là một loài bướm đêm trong họ Crambidae.